# Лысяк, Павел
Павел Лысяк (укр. Павло Лисяк; 10 марта 1887, Угнев — 8 января 1948, Ваттеншайд, ныне Бохум) — украинский политик, юрист, с 1928 по 1939 год член ЦК Украинского национально-демократического объединения (УНДО), депутат сейма V каденции.

## Биография
Окончил юридический факультет Львовского университета, получив учёную степень доктора. Затем жил в Журавно и занимался юридической практикой. Был активистом общественно-политической жизни, председателем местных отделений «Просвиты» и «Сільського господара». Был редактором русскоязычного журнала «Неделя», еженедельника «Український Прапор» (Вена, 1919—1921 годы), ежемесячника «Natio» (Варшава, 1926 год), ежедневной газеты «Nowyj Czas», сотрудником изданий «Діло» и «Краківські вісті». В 1938 году был избран депутатом сейма от округа № 69. Заседал в Украинском парламентском представительстве.
После Второй мировой войны жил в эмиграции в западных оккупационных зонах Германии.
Его супругой была Милена Рудницкая, сыном — Иван Лысяк-Рудницкий.